# George Jones Salutes Hank Williams
George Jones Salutes Hank Williams è un album in studio del cantante statunitense George Jones, pubblicato nel 1960.
Si tratta di un album tributo a Hank Williams.

## Tracce
Side 1
1. Cold, Cold Heart – 3:21 (Hank Williams)
2. Nobody's Lonesome for Me – 2:11 (Williams)
3. Hey Good Lookin' – 2:47 (Williams)
4. Howlin' at the Moon – 2:50 (Williams)
5. There'll Be No Teardrops Tonight – 2:23 (Williams)
6. Half As Much – 2:14 (Curley Williams)

Side 2
1. Jambalaya (On the Bayou) – 2:09 (Hank Williams)
2. Why Don't You Love Me? – 2:06 (Williams)
3. Honky Tonkin' – 2:27 (Williams)
4. I Can't Help It (If I'm Still in Love with You) – 2:25 (Williams)
5. Settin' the Woods on Fire – 2:11 (Ed G. Nelson, Fred Rose)
6. Window Shopping – 2:27 (Marcel Joseph)